# Oliver Pötzsch
Oliver Pötzsch (* 20. Dezember 1970 in München) ist ein deutscher Schriftsteller und Filmautor.

## Leben
Pötzsch wuchs in Breitbrunn am Ammersee mit zwei jüngeren Brüdern auf. Seine Mutter war Lehrerin, sein Vater war Arzt. Nach seinem Abitur am Christoph-Probst-Gymnasium in Gilching besuchte Oliver Pötzsch von 1992 bis 1997 die Deutsche Journalistenschule in München. Anschließend war er für den Bayerischen Rundfunk, zunächst im Bereich Radio, später für die wöchentliche Fernsehsendung quer tätig. Darüber hinaus erstellte Pötzsch Fernsehreportagen über Kuba, Südafrika, Vietnam und andere Länder für das Freizeit-Magazin des Bayerischen Rundfunks. Seit 2013 arbeitet Oliver Pötzsch hauptberuflich als Autor. Er ist verheiratet, hat eine Tochter und einen Sohn und lebt in München.
Neben seiner beruflichen Tätigkeit erforschte Pötzsch seine Familiengeschichte. Er ist ein Nachfahre der Kuisls, die vom 16. bis in das 19. Jahrhundert eine bekannte Henkerdynastie in Schongau waren. In seiner Freizeit singt er in der Soulband „Jamasunited“ und in diversen anderen Musikprojekten.

## Literarisches Werk
Aus Pötzschs Recherchen der Familiengeschichte seiner Vorfahren entstanden zehn historische Romane über den Schongauer Henker Jakob Kuisl und seine Tochter Magdalena. 
Im 125. Todesjahr des Bayerischen Königs Ludwig II. erschien 2011 Die Ludwig-Verschwörung. Der Kriminalroman spielt auf zwei Zeitebenen – in der Zeit Ludwigs II. und in der Gegenwart – und schildert die Entdeckung des Tagebuchs eines Vertrauten von König Ludwig. In seinem historischen Roman Die Burg der Könige von 2013 machte er die sagenumwobene Stauferburg Trifels zum Mittelpunkt des Geschehens.
Mit Ritter Kuno Kettenstrumpf veröffentlichte Pötzsch 2014 sein erstes Kinderbuch, 2015 sein erstes Jugendbuch Die Schwarzen Musketiere – Das Buch der Nacht, eine historische Abenteuergeschichte zur Zeit des Dreißigjährigen Krieges.
In seinem 2016 erschienenen Buch Meine Kur hat einen Schatten. Wie ich nach einer Herz-OP die Reha trotz Country-Abenden und Bier-Dealern überlebte hat der Autor seine Erlebnisse in der Reha aufgeschrieben, die er nach einer Bypass-Operation vor einigen Jahren zur Regeneration besuchen musste. Das Buch zeigt die Reha in allen Facetten, von den lustigen und absurden Momenten bis zu den ernsten Seiten.
2018 erschien mit dem historischen Roman Der Spielmann der erste Band einer geplanten Faustus-Saga. 2019 folgte der zweite Band der Serie um den historischen Johann Georg Faustus unter dem Titel Der Lehrmeister.
2021 startete im Ullstein Verlag eine neue Krimireihe von Oliver Pötzsch, die im historischen Wien des 19. Jahrhunderts spielt. Dem ersten Band Das Buch des Totengräbers. Ein Fall für Leopold von Herzfeldt folgte im Frühjahr 2022 der zweite Band der Reihe unter dem Titel Das Mädchen und der Totengräber. Ein neuer Fall für Leopold von Herzfeldt. Die Reihe wurde im August 2023 um den 3. Band, Der Totengräber und der Mord in der Krypta. Ein neuer Fall für Leopold von Herzfeldt., erweitert. Im Juni 2025 erschien dann der 4. Band der Totengräber-Reihe unter dem Titel Der Totengräber und die Pratermorde. Ein neuer Fall für Leopold von Herzfeldt.
2022 erschien im riva Verlag das offizielle Kochbuch Das Kochbuch der Henkerstochter: Die Rezepte der Familie Kuisl mit historischen Gerichten aus der Welt von Henker Jakob und Magdalena zum Nachkochen als offizielles Kochbuch zur erfolgreichen Bestsellerreihe.
2023 veröffentlichte der LAGO Verlag jeweils eine Neuausgabe von Oliver Pötzschs historischen Jugendbüchern Die Schwarzen Musketiere – Das Buch der Nacht und Die Schwarzen Musketiere – Das Schwert der Macht anlässlich der Präsentation einer weiteren Originalausgabe mit dem Titel Die Schwarzen Musketiere – Die Rückkehr des Zauberers. 
Pötzschs Bücher erschienen in mehr als 20 Ländern, unter anderem in China, USA und Russland. Mehr als 3 Millionen Bücher und E-Books wurden weltweit verkauft.
Zudem ist Oliver Pötzsch der erste deutschsprachige Autor, von dessen englischsprachigen Lizenzausgaben seiner Henkerstochter-Reihe beim US-Verlag Amazon Publishing über 1 Million Exemplare verkauft wurden.

## Auszeichnungen
- 2014 Goldener Homer in der Kategorie Krimi & Thriller für Der Hexer und die Henkerstochter
- 2014 Silberner Homer in der Kategorie Beziehung & Gesellschaft für Die Burg der Könige

## Werke
Die Henkerstochter-Saga
- Die Henkerstochter. Ullstein, Berlin 2008, ISBN 978-3-548-26852-1. Die französische Übersetzung („La fille du bourreau“, 2014) erhielt 2015 den Literaturpreis Prix Historia 2015 du roman policier historique.[3]
- Die Henkerstochter und der schwarze Mönch. Ullstein, Berlin 2009, ISBN 978-3-548-26853-8.
- Die Henkerstochter und der König der Bettler. Ullstein, Berlin 2010, ISBN 978-3-548-28114-8.
- Der Hexer und die Henkerstochter. Ullstein, Berlin 2012, ISBN 978-3-548-28115-5, Hörbuch Hamburg 2013, ISBN 978-3-86909-136-5.
- Die Henkerstochter und der Teufel von Bamberg. Ullstein, Berlin 2014, ISBN 978-3-548-28448-4, Hörbuch Hamburg 2014, ISBN 978-3-89903-890-3.
- Die Henkerstochter und das Spiel des Todes. Ullstein, Berlin 2016, ISBN 978-3-548-28737-9, Hörbuch Hamburg 2016, ISBN  978-3-95713-005-1.
- Die Henkerstochter und der Rat der Zwölf. Ullstein, Berlin 2017, ISBN 978-3-548-28837-6, Hörbuch Hamburg 2017, ISBN 978-3-95713-067-9.
- Die Henkerstochter und der Fluch der Pest. Ullstein, Berlin 2020, ISBN 978-3-548-29196-3, Hörbuch Hamburg 2020, ISBN 978-3-8449-2410-7.
- Die Henkerstochter und die Schwarze Madonna. Ullstein, Berlin 2022, ISBN 978-3-548-06355-3, Hörbuch Hamburg 2022, ISBN 978-3-9571-3278-9.
- Die Henkerstochter und das Vermächtnis des Henkers. Ullstein, Berlin 2024, ISBN 978-3-548-06544-1, Hörbuch Hamburg 2024, ISBN 978-3-8449-1986-8.

Die Faustus-Serie
- Der Spielmann – Die Geschichte des Johann Georg Faustus. Paul List Verlag, Berlin 2018, ISBN 978-3-4713-5159-8.
- Der Lehrmeister – Die Geschichte des Johann Georg Faustus 2. Paul List Verlag, Berlin 2019, ISBN 978-3-4713-5160-4.

Die Totengräber-Serie
- Das Buch des Totengräbers – Ein Fall für Leopold von Herzfeldt. Ullstein Verlag, Berlin 2021, ISBN 978-3-86493-166-6, Hörbuch Hamburg 2021, ISBN 978-3-95713-229-1.
- Das Mädchen und der Totengräber – Ein neuer Fall für Leopold von Herzfeldt. Ullstein Verlag, Berlin 2022, ISBN 978-3-86493-194-9, Hörbuch Hamburg 2022, ISBN 978-3-95713-256-7.
- Der Totengräber und der Mord in der Krypta – Ein neuer Fall für Leopold von Herzfeldt. Ullstein Verlag, Berlin 2023, ISBN 978-3-86493-219-9, Hörbuch Hamburg 2023, ISBN 978-3-8449-3267-6.
- Der Totengräber und die Pratermorde – Ein neuer Fall für Leopold von Herzfeldt. Ullstein Verlag, Berlin 2025, ISBN 978-3-86493-225-0, Hörbuch Hamburg 2025, ISBN 978-3-95713-328-1.

Die Schwarzen Musketiere
- Die Schwarzen Musketiere – Das Buch der Nacht. arsEdition, München 2015, ISBN 978-3-8458-0503-0. 
 Neuausgabe: Lago, München 2023, ISBN 978-3-95761-227-4.
- Die schwarzen Musketiere – Das Schwert der Macht. arsEdition, München 2016, ISBN 978-3-8458-1428-5. 
 Neuausgabe: Lago, München 2023, ISBN 978-3-95761-232-8.
- Die schwarzen Musketiere – Die Rückkehr des Zauberers. 
 Originalausgabe: Lago, München 2023, ISBN 978-3-95761-233-5.

Weitere Werke
- Die Ludwig-Verschwörung. Ullstein, Berlin 2011, ISBN 978-3-548-28290-9.
- Die Burg der Könige. Paul List Verlag, Berlin 2013, ISBN 3-471-35083-7, Hörbuch Hamburg 2014, ISBN 978-3-86909-157-0.
- Ritter Kuno Kettenstrumpf. Thienemann Verlag, Stuttgart 2014, ISBN 978-3-522-18393-2, Hörbuch Hamburg 2014, ISBN 978-3-86742-263-5.
- Ritter Kuno Kettenstrumpf und die geheimnisvolle Flaschenpost. Thienemann-Esslinger Verlag, Stuttgart 2015, ISBN 978-3-522-18404-5.
- Meine Kur hat einen Schatten. Wie ich nach einer Herz-OP die Reha trotz Country-Abenden und Bier-Dealern überlebte. mvg Verlag, München 2016, ISBN 978-3-86882-663-0.
- Auf den Spuren der Henkerstochter – Reiseführer zu den Stätten meiner Romane. Hirschkäfer Verlag, München 2020, ISBN 978-3-940839-73-2.
- Das Kochbuch der Henkerstochter: Die Rezepte der Familie Kuisl. riva Verlag, München 2022, ISBN 978-3742317643.